# Diêm Hoài Lễ
Diêm Hoài Lễ (tiếng Trung: 闫怀礼; bính âm: Yān Huái Lǐ, 23 tháng 3 năm 1936 - 12 tháng 4 năm 2009) là một diễn viên Trung Quốc từng thủ vai Sa Tăng trong phim truyền hình năm 1986 Tây Du ký.

## Tiểu sử
Ông sinh ngày 23 tháng 6 năm 1936 tại Sơn Đông và đã tốt nghiệp trường văn hóa Hà Bắc và được phong danh hiệu Nghệ sĩ Nhân dân của Trung Quốc. Ông đóng góp rất nhiều bộ phim của Trung Quốc và là giảng viên.

## Sự nghiệp
- Diêm Hoài Lễ là diễn viên cấp 1 quốc gia, là nghệ sĩ nhân dân toàn quốc. Khán giả biết đến Hoài Lễ nhờ nhân vật Sa Tăng nhưng có lẽ ít người biết rằng trong bộ phim Tây Du Ký, ông còn đóng thêm 9 vai khác là Thái Thượng lão quân, Ngưu Ma Vương, Tây Hải Long Vương, Thiên Lý Nhãn; và những nhân vật quần chúng như hòa thượng, ông già, đại tướng Cuốn Bộ…
- Năm 1958, ông thi vào khoa nhạc kịch nghệ thuật dân tộc Bắc Kinh, từ đó đi theo con đường nghệ thuật.
- Những năm 60 thế kỉ 20, trong vở Tuổi trẻ một thời, Hoài Lễ đóng vai Tiêu Tức Nghiệp, ngoài ra trong Trí tuệ Uy Hổ Sơn, Hồng Nham.
- Năm 1982 bắt đầu sự nghiệp phim truyền hình.
- Những năm 80 đóng vai Sa tăng trong phim Tây Du Kí
- Năm 1991 đóng vai Trình Phổ trong bộ phim Tam quốc diễn nghĩa
- Năm 1993 đóng Tạ Tốn trong bộ phim nhựa Ỷ thiên đồ long kí
- Năm 1996, ông đóng vai Tề Công trong bộ phim Đông Chu Liệt Quốc
- Năm 2000, ông đóng vai Trần Huy Tổ trong bộ phim Kỉ Hiểu Lam

## Qua đời
Ngày 12 tháng 4 năm 2009, Diêm Hoài Lễ qua đời do tuổi cao và bị mắc bệnh phổi tại bệnh viện Millennium Monument ở Bắc Kinh. Mã Đức Hoa - diễn viên đóng vai Trư Bát Giới đã không kịp nhìn mặt bạn thân. Đám tang do các nhân vật chính và người hâm mộ đến dự vào ngày 16 tháng 4 năm 2009.
Tham dự lễ tang ông trong số các diễn viên Tây Du Ký có Trì Trọng Thụy, Uông Việt, vợ chồng Lục Tiểu Linh Đồng - Vu Hồng, Mã Đức Hoa, Lưu Đại Cương (vào vai Sa Tăng phần hai), Vương Bá Chiêu (vai Tiểu Bạch Long), Chu Lâm, Chu Long Quảng (vai Phật tổ), Tôn Phượng Cầm (vai Lê Sơn Lão Mẫu).

## Bộ phim đã tham gia
- Tây du ký;
- Mad men and mad women and two Love;
- Tam Quốc diễn nghĩa;
- Zhan Tianyou;
- Ỷ Thiên Đồ Long Ký.

## Các vai trong Tây du ký
Ngoài vai Sa Tăng ra, Diêm Hoài Lễ còn tham gia các vai sau:
- Thiên lý nhãn (tập 1, 2,3);
- Ngưu Ma Vương (tập 2);
- Người dân thường;
- Tây Hải Long Vương (tập 5);
- Mã giám quan (tập 2);
- Thái thượng lão quân (tập 12);
- Một lão sư (tập 6);
- Quyển liêm đại tướng và một vài vai khác [3].